# Papilio lorquinianus
Papilio lorquinianus är en fjärilsart som beskrevs av Felder 1865. Papilio lorquinianus ingår i släktet Papilio och familjen riddarfjärilar. Inga underarter finns listade i Catalogue of Life.